# Copa de Naciones de África Occidental 1982
La Copa de Naciones de África Occidental 1982 fue la primera edición de este torneo de fútbol a nivel de selecciones nacionales organizado por la WAFU y que contó con la participación de 8 selecciones nacionales de África Occidental.
Ghana venció a Togo en la final disputada en Benín para ser el primer campeón del torneo.

## Fase de grupos

### Grupo A
| Nación          | Pts | J | G | E | P | GF | GC | GD |
| --------------- | --- | - | - | - | - | -- | -- | -- |
| Ghana           | 4   | 3 | 1 | 2 | 0 | 11 | 7  | +4 |
| Costa de Marfil | 3   | 3 | 0 | 3 | 0 | 9  | 9  | 0  |
| Níger           | 3   | 3 | 0 | 3 | 0 | 5  | 5  | 0  |
| Benín           | 2   | 3 | 0 | 2 | 1 | 4  | 8  | -4 |

| Benín           | 0-4 | Ghana           |
| Ghana           | 5-5 | Costa de Marfil |
| Níger           | 2-2 | Benín           |
| Ghana           | 2-2 | Níger           |
| Costa de Marfil | 3-3 | Benín           |
| Costa de Marfil | 1-1 | Níger           |

### Grupo B
| Nación     | Pts                | J                  | G                  | E                  | P                  | GF                 | GC                 | GD                 |
| ---------- | ------------------ | ------------------ | ------------------ | ------------------ | ------------------ | ------------------ | ------------------ | ------------------ |
| Togo       | 4                  | 2                  | 2                  | 0                  | 0                  | 3                  | 1                  | +2                 |
| Alto Volta | 4                  | 2                  | 1                  | 0                  | 1                  | 3                  | 3                  | 0                  |
| Liberia    | 0                  | 2                  | 0                  | 0                  | 2                  | 1                  | 3                  | -2                 |
| Nigeria    | Abandonó el Torneo | Abandonó el Torneo | Abandonó el Torneo | Abandonó el Torneo | Abandonó el Torneo | Abandonó el Torneo | Abandonó el Torneo | Abandonó el Torneo |

| Togo       | 1-0 | Liberia    |
| Liberia    | 1-2 | Alto Volta |
| Alto Volta | 2-2 | Togo       |

## Semifinales
| Equipo 1 | Resultado   | Equipo 2        |
| -------- | ----------- | --------------- |
| Ghana    | 1-0         | Alto Volta      |
| Togo     | 1-1 (5-3 p) | Costa de Marfil |

## Tercer Lugar
| Equipo 1   | Resultado   | Equipo 2        |
| ---------- | ----------- | --------------- |
| Alto Volta | 1-1 (4-1 p) | Costa de Marfil |

## Final
| Equipo 1 | Resultado | Equipo 2 |
| -------- | --------- | -------- |
| Ghana    | 2-1       | Togo     |

## Campeón
| Coap de Naciones de África Occidental 1982 |
| ------------------------------------------ |
| Bandera de Ghana                           |
| Ghana 1º Título                            |